# 막 지질

주요 막 지질인 포스파티딜콜린(PtdCho), 포스파티딜에탄올아민(PtdEtn), 포스파티딜이노시톨(PtdIns), 포스파티딜세린(PtdSer)

막 지질(膜脂質, 영어: membrane lipid)은 모든 세포의 지질 이중층을 형성하는 화합물들(구조적으로 지방 및 기름과 유사)의 그룹이다. 막 지질의 세 가지 주요 부류는 인지질, 당지질, 콜레스테롤이다. 지질은 양친매성이다. 한쪽 끝은 물에 용해(극성)되고 다른 끝부분은 지방에 용해(비극성)된다. 극성 말단이 바깥쪽을 향하고 비극성 말단이 안쪽을 향하는 이중층을 형성함으로써 막 지질은 "지질 이중층"을 형성하여 세포 내부의 수분을 세포 외부의 수분과 분리시킬 수 있다. 세포막의 수용체 및 통로 구멍으로 작용하는 지질 및 다양한 단백질들의 배열은 세포의 물질대사의 일부로서 다른 분자 및 이온의 출입을 조절한다. 생리적 기능을 수행하기 위해 막 단백질은 고리형 지질 껍질이라고 하는 단백질 표면에 밀접하게 부착된 지질 껍질의 존재에 의해 지질 이중층의 2차원 확장에서 측면으로 회전 및 확산되도록 촉진된다.

## 생물학적 역할
막 지질에 의해 형성된 지질 이중층은 살아있는 세포의 경계 단위 역할을 한다. 막 지질은 또한 막 단백질이 상주하는 기질(matrix)을 형성한다. 역사적으로 지질은 단지 구조적인 역할을 하는 것으로 생각되었다. 지질의 기능적 역할은 사실 많다. 지질은 세포 생장 및 부착에서 조절제 역할을 한다. 이들은 다른 생체분자의 생합성에 참여한다. 지질은 효소의 활성을 증가시키는 역할을 할 수 있다.
모노갈락토실 다이글리세라이드(MGDG)와 같은 비이중층(non-bilayer) 형성 지질은 틸라코이드 막의 벌크 지질로 우세하며, 단독으로 수화되면 역육각형 원통형 모양을 형성한다. 그러나 틸라코이드 막의 다른 지질 및 카로티노이드나 엽록소와 함께 지질 이중층으로 함께 행동한다.

## 주요 부류

### 인지질
인지질과 당지질은 친수성 머리에 연결된 두 개의 긴 비극성(소수성) 탄화수소 사슬로 구성된다.
인지질의 머리는 인산화되어 있으며 다음 중 하나로 구성된다.
- 글리세롤 – 때문에 이 지질군에 포스포글리세라이드라는 이름이 붙게 됨
- 스핑고신 – 예: 스핑고미엘린 및 세라마이드

글리세롤 다이알킬 글리세롤 테트라에테르(GDGT)는 고대 환경을 연구하는데 도움을 준다.

### 당지질
당지질의 머리 부분에는 하나 또는 여러 개의 당 단위가 부착된 스핑고신이 들어 있다. 소수성 사슬은 다음 중 하나에 속한다.
- 2개의 지방산 – 포스포글리세리드의 경우, 또는
- 1개의 지방산 및 스핑고신의 탄화수소 꼬리 – 스핑고미엘린과 당지질의 경우

갈락토지질 – 모노갈락토실 다이글리세라이드(MGDG) 및 다이갈락토실 다이글리세라이드(DGDG)는 고등 식물의 엽록체 틸라코이드 막에서 주요 지질을 형성한다. 틸라코이드 막의 총 지질 추출물에 의해 형성된 리포솜 구조는 이중층을 미셀 구조로 변화시키는 수크로스에 민감한 것으로 밝혀졌다.

### 지방산
인지질 및 당지질의 지방산은 일반적으로 짝수개, 일반적으로 14개에서 24개 사이의 탄소 원자를 포함하며 16개 및 18개 탄소 원자가 가장 일반적이다. 지방산은 포화되거나 불포화될 수 있으며 이중 결합의 구성은 거의 항상 시스이다. 지방산 사슬의 길이와 불포화도는 막의 유동성에 중대한 영향을 미친다. 식물의 틸라코이드 막은 13-C NMR 연구에 의해 밝혀진 바와 같이 3개의 이중 결합이 있는 탄소수 18개의 지방산 아실 사슬, 리놀렌산이 풍부하기 때문에 비교적 추운 환경에서도 높은 유동성을 유지한다.

### 포스포글리세라이드
포스포글리세라이드에서 글리세롤의 1번 탄소 및 2번 탄소에 있는 하이드록실기는 지방산의 카복실기에서 에스터화된다. 3번 탄소의 하이드록실기는 인산에서 에스터화된다. 포스파티드산라고 하는 생성된 화합물은 가장 단순한 포스포글리세르산이다. 막에는 소량의 포스파티드산만 존재한다. 그러나 포스파티드산은 다른 포스포글리세라이드의 생합성에서 핵심적인 중간생성물이다.

### 스핑고지질
스핑고신은 긴 불포화 탄화수소 사슬을 포함하는 아미노알코올이다. 스핑고미엘린과 당지질에서 스핑고신의 아미노기는 아마이드 결합에 의해 지방산에 연결된다. 스핑고미엘린에서 스핑고신의 1차 하이드록시기는 포스포릴콜린으로 에스터화된다.

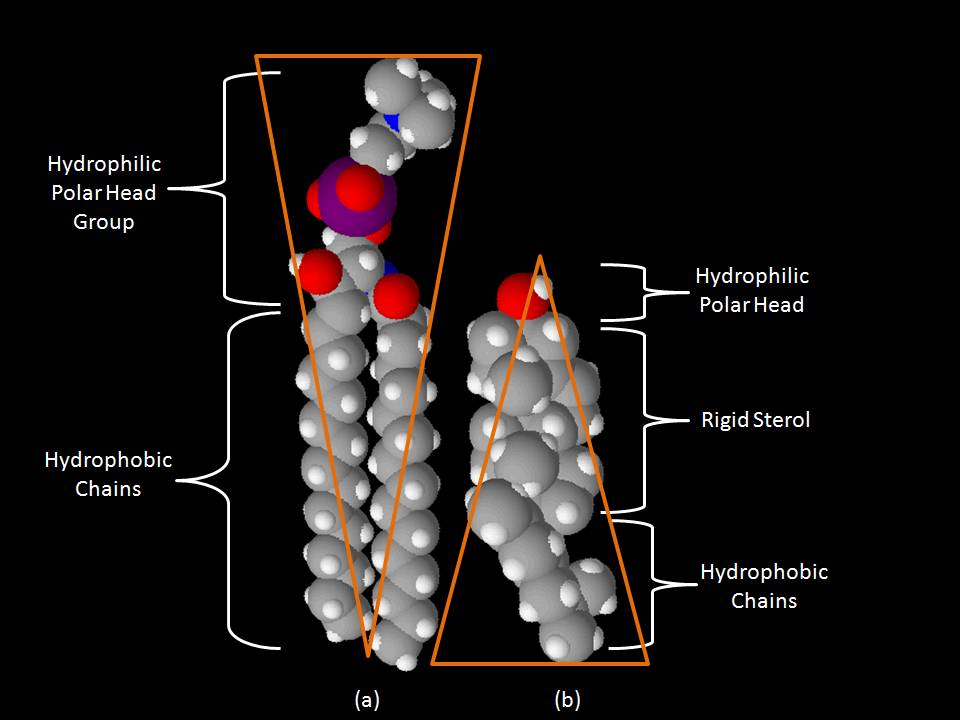
스핑고미엘린(a)과 콜레스테롤(b)의 공간 채움 모델.

당지질에서 당 성분은 이 그룹에 부착된다. 가장 단순한 당지질은 글루코스(Glc) 또는 갈락토스(Gal) 중 하나의 당 잔기만 있는 세레브로사이드이다. 강글리오사이드와 같은 보다 복잡한 당지질은 최대 7개의 당 잔기로 구성된 분지 사슬을 포함한다.

### 스테롤
가장 잘 알려진 스테롤은 사람에게서 발견되는 콜레스테롤이다. 콜레스테롤은 다른 진핵생물의 세포막에서도 자연적으로 생성된다. 스테롤은 소수성인 4개로 된 융합 고리의 견고한 구조와 극성인 작은 머리 부분을 가지고 있다.
콜레스테롤은 테르페노이드의 스쿠알렌 고리화를 통해 메발론산으로부터 생합성된다. 세포막은 높은 수준의 콜레스테롤을 필요로 한다. 일반적으로 전체 막에서 평균적으로 20% 정도가 콜레스테롤이며, 지질뗏목 지역에서는 국소적으로 최대 50%까지 증가한다(- %는 분자비). 이것은 진핵 세포에 있는 막의 콜레스테롤이 풍부한 지질뗏목 영역에서 스핑고지질과 우선적으로 연관된다. 지질뗏목의 형성은 SNARE 및 VAMP 단백질의 도킹을 포함하여 외재성 막 단백질 및 막관통 단백질의 응집을 촉진한다. 시토스테롤 및 스티그마스테롤과 같은 피토스테롤과 호파노이드는 식물과 원핵생물에서 유사한 기능을 한다.

## 같이 보기
- 지질
- 인지질
- 당지질
- 단백질-지질 상호작용
- 동종점성 적응